# Beaumont-sur-Lèze
Beaumont-sur-Lèze è un comune francese di 1 548 abitanti situato nel dipartimento dell'Alta Garonna nella regione dell'Occitania.

## Società

### Evoluzione demografica
Abitanti censiti